# 第9期本因坊戦
第9期本因坊戦（だい9きほんいんぼうせん）は、第8期終了後の1953年（昭和28年）に開始され、1954年5月からの本因坊高川秀格と挑戦者の杉内雅男七段による七番勝負で、高川が4勝2敗で本因坊位を防衛、本因坊戦では初の3連覇となった。

## 開催の経緯
第9期開始にあたって、前期に続いて関西棋院の、前年五段から六段に昇段していた橋本昌二の予選参加を認めるかが問題になった。橋本の棋譜を非公式に審査することになり、日本棋院の長老であり毎日新聞囲碁欄の解説を担当していた鈴木為次郎八段が審査を行い、参加が認められることになった。

## 方式
- 参加棋士 : 日本棋院・関西棋院の棋士の五段以上。
- 前期挑戦者決定リーグの上位4名と、予選勝ち抜き者4名による挑戦者決定リーグ戦を行う。
- コミは4目半。
- 持時間は、リーグ戦、挑戦手合は各10時間。

## 結果

### 挑戦者決定リーグ
予選トーナメントは、島村利博八段、杉内雅男七段、瀬川良雄五段、鈴木五良五段が勝ち抜いて挑戦者決定リーグ入りした。前期シードは木谷實、橋本宇太郎、坂田栄男、宮下秀洋だったが、木谷が脳出血のため病気休場となり、7人によるリーグ戦となった。杉内は第1戦で瀬川、第2戦で橋本、第4戦で坂田に勝ち、1954年4月の第5戦で鈴木に勝って5戦全勝となり、この春に女流棋士本田寿子と結婚したばかりの杉内が挑戦を決めた。

### 挑戦手合七番勝負
本因坊の高川は初めて自分より後輩の棋士を挑戦者として迎えることになった。予想では五分五分と言われ、新聞見出しでは「波に乗っている杉内、高川には勝負度胸の強み」と書かれた。第1局は赤坂「比良野」で、火野葦平の観戦記で行われ先番高川勝ち。第2局から第4局まで先番を入れあって2勝2敗のタイとなる。第5局は高川の失着で必敗の形勢となったが、その後杉内も誤り、高川勝ち。第6局も序盤は黒の杉内が優勢だったが、白が徐々に盛り返して逆転、シリーズ初の逆番勝ちとなり、高川が4勝2敗で防衛して3連覇となった。
高川は後にこの第9期を、9連覇中の最大の危機としている。また高川はこの年に、第1期日本棋院選手権戦と第2期王座戦でも優勝し、三冠王と呼ばれた。さらに第1回NHK杯争奪囲碁トーナメントでは準優勝、八段昇段もして、生涯最良の年とも言っている。杉内も高川と相次いで八段昇段。杉内は対局中には無口なことでも知られ、第5局では二日目の夕方に「電燈をつけてください」と言ったのが二日間で唯一の言葉だった。第6局の榊山潤の観戦記では「（終局後）杉内さんは黙々と座ったままであった。高川さんは逃げるように立上がった。杉内さんは未だ動かない。もう一度石をならべ直しながら、村島さんの批評をきく。わずかに残った新聞社の人も去って、広い対局室に村島さんと二人だけになった」と記されている。

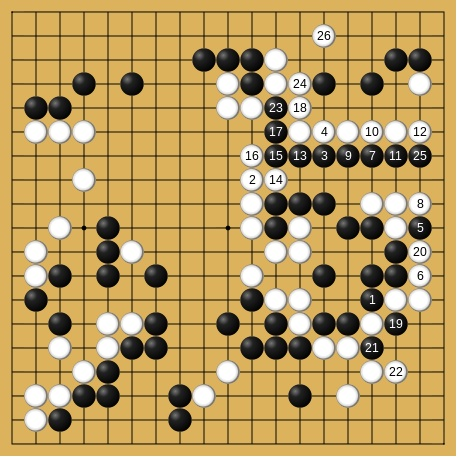
第5局（95-120）

序盤について高川は「コミ碁ですから急戦を期した」と感想で述べ、当時コミ碁の布石研究がしだいに進んでいたことをうかがわせている。黒のわかりやすい進行だったが、白模様を消しにいった黒石のしのぎ勝負となり、黒1（95手目）が失着で、13のところに打っていれば容易に生きていた。黒5のところで二日目の夕食休憩になったが、高川が「夕食をとりながら、あと何手で投げようかと考えてました」と局後に告白したように、大石は瀕死だったが、白20が悪く、右上の白の大石と攻め合いになる。この後も白にミスが出て、攻め合いは黒の勝ちとなって大逆転となり、157手まで黒中押し勝ちとなった。

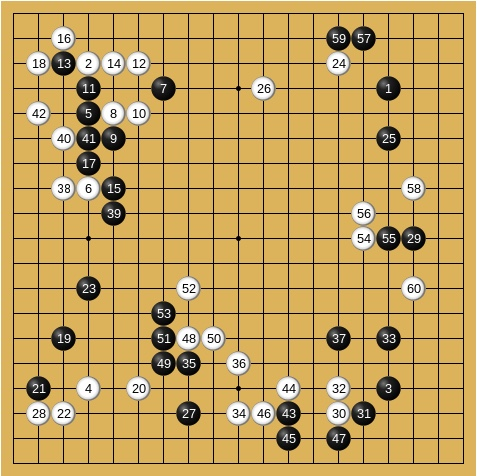
第6局 1-60

左上の白12がこの二間高バサミ形での高川の新手だった。白26はぬるく、黒29まで黒がわかりやすい布石。白38は右下を守るのが急務で、黒43から47までで白の非勢となった。黒55から手堅く打ったが、白は右上隅を荒らし、中央も厚くして盛り返し、中央を消しに来た黒石を勝負手で取り込んで好転させた。